# Сердце обезьяны
«Сердце обезьяны» — сказка, распространённая у некоторых народов Восточной Африки, в устной традиции передающаяся на языке суахили. Была включена в сборник Swahili Tales (рус. «Сказки на суахили»), составленный Эдвардом Стиром. Была включена Эндрю Лэнгом в «Сиреневую книгу сказок»; в Указатели сюжетов фольклорной сказки Аарне—Томпсона значится под номером 91.

## Сюжет
Обезьяна и крокодил подружились. Через некоторое время крокодил сказал, что если обезьяна придёт к нему в дом, то он даст ей подарок, и предложил доставить её в своё жилище. Обезьяна согласилась, но на полпути крокодил сказал ей, что султан его страны смертельно болен и нуждается в сердце обезьяны, чтобы вылечиться. Обезьяна сказала, что жаль, что она не знала этого раньше, потому что тогда могла бы взять с собой своё сердце, а так она оставила его дома. Поверивший крокодил доставил её назад, чтобы получить сердце. Обезьяна мгновенно вскочила на дерево и категорически отказалась возвращаться обратно. Она рассказала крокодилу историю мойщика ослов, который был дважды уговорён встретиться со львом и потерял свою жизнь при второй встрече, добавив, что она сама — не такая, как тот мойщик ослов.

## Влияние
Джон Рональд Руэл Толкин в своём эссе «О волшебных историях» (англ. On Fairy-Stories) цитирует эту сказку как пример истории, не являющейся в полной мере волшебной сказкой, поскольку, хотя сердце, отделённое от тела, является распространённым и типичным сказочным мотивом, в данной сказке этот мотив выступает лишь как сюжетная уловка.